# تشارلز آدامز (1770-1800)
تشارلز آدامز (بالإنجليزية: Charles Adams)‏ (29 مايو 1770 - 30 نوفمبر 1800) كان الابن الثاني للرئيس جون آدامز وزوجته أبيجيل آدامز ولقد عانى من إدمان الكحول لسنوات عديدة، وتوفي بسبب تليف الكبد في 30 نوفمبر، 1800 عن عمر يناهز 30 سنة.